# NGC 7512
NGC 7512 este o galaxie situată în constelația Pegas. A fost descoperită în 28 septembrie 1878 de către Édouard Stephan⁠(d). Se află la o distanță de 96,15 de megaparseci de Pământ.